# Ilunga (palabra)
La palabra ilunga es parte de las lenguas bantúes, específicamente en idioma chiluba. Éste es hablado en el sudeste de la República Democrática del Congo, por la etnia Luba o Baluba. Ha sido en muchas ocasiones catalogada como una palabra que no tiene traducción exacta a otro idioma, sin embargo, una traducción aproximada es "el grado moral de una persona que está lista para perdonar y olvidar una primera ofensa, tolerarla una segunda vez, pero nunca perdonar ni tolerar una tercera”.

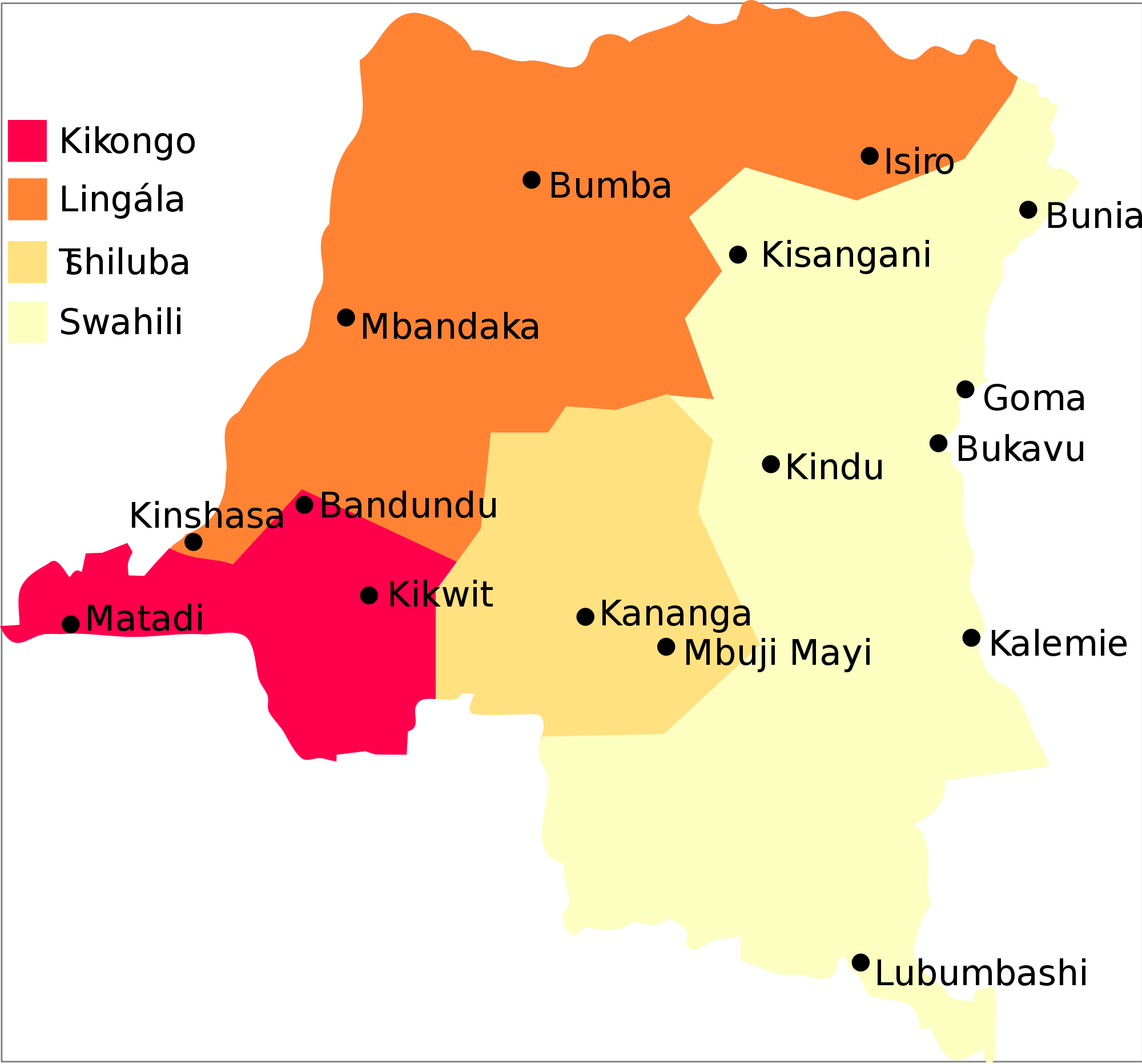
Culturas de la República del Congo, divididas por sus lenguas.

En 2004 fue catalogada por 1000 lingüistas como la palabra más difícil de traducir, según BBC News. En ella aparecen también palabras como shlimazl, en yídish (cuyo significado en español aproximadamente es el de una persona torpe e inepta que por eso sufre de infortunios o es perdedor/a) ; y naa del área de Kansai en Japón. La encuesta fue hecha por Jurga Zilinskiene, directora de Today Translations, quien dijo a la BBC: 

"Probablemente puedes echar un vistazo en el diccionario y... encontrar el significado, pero lo más importante es acerca de experiencias culturales y... el énfasis cultural de las palabras".

## Uso de la palabra y personas
La palabra ilunga o Ilunga es un nombre personal relativamente común en la República Democrática del Congo.

Ilunga es un apellido colocado antes del nombre de pila. Hay muchos pueblos africanos y afrodescendientes famosos nombrados Ilunga. Por ejemplo:
- Kalala Ilunga, el legendario fundador grupo del grupo étnico Luba  establecido en la actual República Democrática del Congo;
- Bendele Ilunga, boxeador con nacionalidad belga;
- Didier Ilunga-Mbenga, jugador de baloncesto procedente del Congo, se unió a los Mavericks de Dallas en julio de 2004;
- Dorah Ilunga Kabulu, político belga de origen congolés;
- Enock Ilunga, pintor oriundo de Zambia;
- Hérita Ilunga, futbolista oriundo de la República Democrática del Congo;
- Ferousi Ilunga, boxeador congoleño o congolés;
- Ilunga A. Kalonzo Ilunga, político congoleño;
- Ilunga Katele, héroe de la cultura tradicional, antepasado real de los Chokwe entre cuyos descendientes se cuenta a:
- Martin-Léonard Bakole wa Ilunga (fallecido), arzobispo católico congoleño;
- Masengo Ilunga, exfutbolista del Ethnikos Pireo o Ethnikos Piraeus  nacido en Zaire;
- Shamanga Ilunga (fallecido), General de Ejército del Zaire último ministro del Interior del régimen de Mobutu, y miembro destacado del grupo rebelde tardío denominado Coalición Congoleña para la Democracia;
- Ilunga Mwepu;
- Kasongo Ilunga político congoleño.

(NB: Tshiluba es una lengua hablada en el sureste de la República Democrática del Congo).